# Helderziendheid

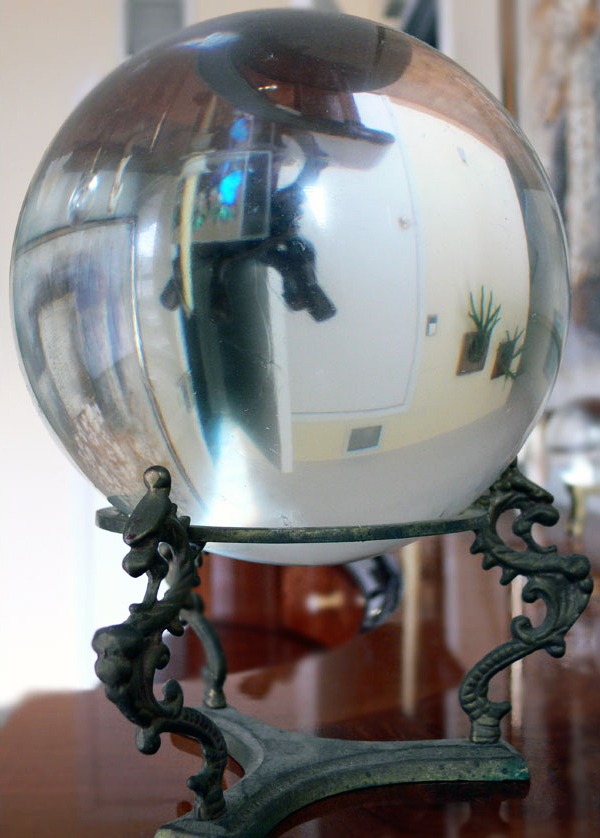
Een kristallen bol wordt soms gebruikt bij waarzeggerij en helderziendheid

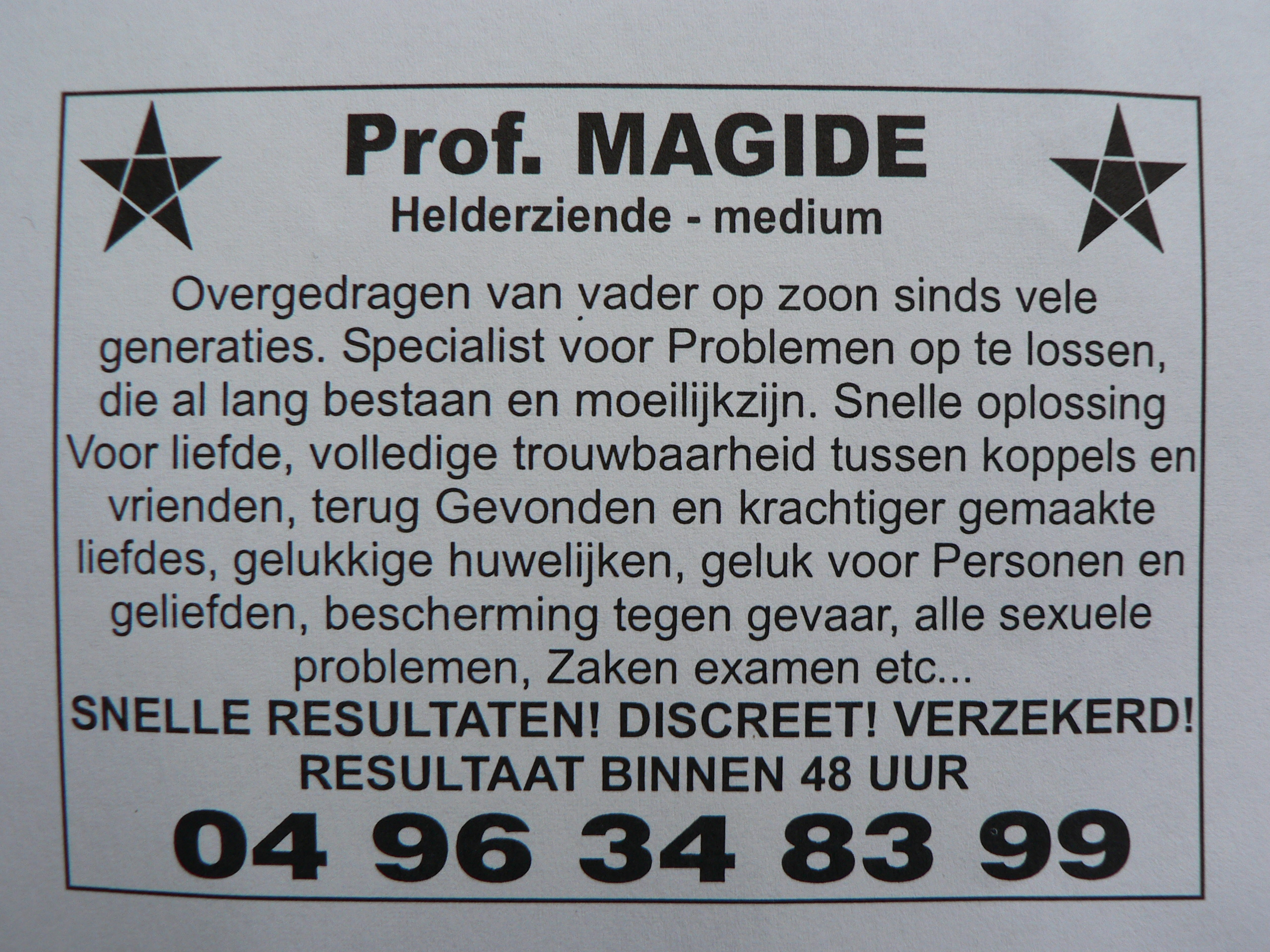
Reclame van een 'helderziende'

Helderziendheid of clairvoyance is het veronderstelde vermogen op buitenzintuiglijke wijze beelden te zien van situaties of gebeurtenissen op een andere plaats of in een andere tijd. Iemand die dit vermogen claimt wordt een helderziende of paragnost genoemd.

## Introductie
Zoals alle paranormale verschijnselen wordt het bestaan van helderziendheid betwist. Ook binnen de parapsychologie bestaat onenigheid over de geldigheid of de interpretatie van experimenten met helderziendheid.
Een helderziende stelt dat deze iets over situaties of gebeurtenissen opvangt dat deze redelijkerwijs niet kon weten of vermoeden. Mensen kunnen ervaringen hebben die ze als helderziendheid opvatten. Indien ze zulke ervaringen naar buiten brengen en zich ermee presenteren worden ze soms helderziend genoemd. Er worden uiteenlopende beweringen gedaan over de totstandkoming van zulke ervaringen, zo zou worden gedachten, gevoelens, herinneringen, of visualisaties genoemd als fenomenen die een helderziende zou kunnen opvangen. Sommige paragnosten treden op als paranormale genezers (magnetiseurs of handopleggers).
Hoewel paragnosten vaak beweren door de politie ingeschakeld te zijn om vermiste mensen of voorwerpen te helpen opsporen, is het in werkelijkheid andersom: de paragnosten geven ongevraagd advies. Uit een rondvraag in een Engels politiedistrict bleek dat de adviezen van paragnosten nooit klopten bij zaken die uiteindelijk opgelost werden. De Nederlandse justitie sluit echter in uiterst zeldzame gevallen het gebruik van "onorthodoxe opsporingsmethoden" zoals het gebruik van een helderziende, hypnose of een leugendetector niet uit, zo liet minister Ivo Opstelten in 2012 weten middels een brief aan de ChristenUnie.

## Helderzienden
Enkele bekende personen die zich als helderziend presenteerden:

### Nederland
- Gerard Croiset (1909-1980) - paragnost en paranormaal genezer. In de stoelenproef trachtte hij van tevoren de persoon te beschrijven die op een bepaalde stoel zou gaan zitten. Hij bood ook hulp bij het zoeken naar vermiste kinderen. Zijn werkwijze werd uitvoerig onderzocht door Wilhelm Tenhaeff, die echter stelselmatig de feiten verdraaide in het voordeel van Croiset.[4]
- Peter Hurkos (1911-1988) - beweerde de toekomst te kunnen voorspellen en gebeurtenissen in het verleden van anderen te zien. Hij werd gedurende 2,5 jaar onderzocht in het onderzoekslaboratorium van Amerikaanse medicus Andrija Puharich. In 90% van de gevallen bleek hij de uitkomst correct te kunnen voorstellen. Sceptici nemen het onderzoek van Puharich echter niet serieus. In de VS stond Hurkos bekend als The Psychic Detective (de helderziende onderzoeker). Hij adviseerde onder andere Ronald Reagan en de politie.
- Jozef Rulof (1898-1952) - paragnost en medium. Hij schreef ruim 25 boeken over het hiernamaals en maakte vele schilderijen naar verluidt onder invloed van verschillende overleden schilders. Hij publiceerde een eigen kosmologie op basis van zijn paranormale ervaringen.
- Jomanda (1948) - spiritiste en genezend medium. Jomanda beweerde hulp te krijgen van haar overleden vader en andere krachten in de goddelijke wereld. Van 1992 tot 1999 hield Jomanda 'healings' in de Evenementenhal te Tiel. Ze straalde ook kraanwater in, dat daardoor genezend zou worden. Jomanda kwam in opspraak vanwege haar rol in het verloop van de dodelijke ziekte van actrice Sylvia Millecam.
- Robbert van den Broeke (1980) - paranormaal medium. Verscheen sinds 2004 met enige regelmaat op de Nederlandse televisie. In 2006 meermaals ontmaskerd door Stichting Skepsis, Dossier X en De Telegraaf.

### Schotland
- Derek Ogilvie (1965) - medium en babyfluisteraar. Beweert door telepathisch contact te begrijpen wat in baby's omgaat. Ontmaskerd door het VARA-programma Rambam in januari 2012 en eerder al in mei 2007 door de Amerikaanse onderzoeker en goochelaar James Randi.

### Zweden
- Emanuel Swedenborg (1688-1772) - kreeg in de jaren 1744 en 1745 een reeks visioenen.

### Verenigde Staten
- Edgar Cayce (1877-1945) - paranormaal medium en "helderziend diagnosticus". In trance beantwoordde hij vragen van derden over hun gezondheid, dromen, vroegere levens en zaken.
- Eileen Garrett (1893-1970) - een Iers medium dat beweerde in contact te staan met de nabestaanden van de ramp met het Britse lichtschip R101.
- Char Margolis (1951) - spiritiste die door haar intuïtie in contact zou komen met overleden dierbaren. Volgens Char heeft iedereen zijn eigen beschermengelen. Ze is vaak bekritiseerd door sceptici, zoals James Randi, die stellen dat haar resultaten ook bereikt kunnen worden met cold reading.